# The Case of the Mukkinese Battle Horn
Pour plus de détails, voir Fiche technique et Distribution.
The Case of the Mukkinese Battle-Horn est un court métrage britannique réalisé par Joseph Sterling, sorti en 1956.

## Synopsis
Le Superintendant Quilt de Scotland Yard est chargé de retrouvé un clairon du XIXe siècle qui a été volé dans un musée de Londres.

## Fiche technique
- Titre original : The Case of the Mukkinese Battle-Horn
- Réalisation : Joseph Sterling
- Scénario : Harry Booth (en), Jon Penington (en), Larry Stephens (en)
- Direction artistique : C. Wilfred Arnold
- Costumes : Elsie Curtis
- Photographie : Gerald Gibbs
- Montage : Ferne Muleboot
- Musique : Edwin Astley
- Production : Harry Booth (en), Jon Penington (en), Michael Deeley
- Société de production : Marlborough Pictures
- Société de distribution : Archway Film Distributors
- Pays d'origine :  Royaume-Uni
- Langue originale : anglais
- Format : Noir et blanc  — 35 mm — 1,37:1 — son mono
- Genre : Comédie
- Durée : 29 minutes
- Dates de sortie : Royaume-Uni : janvier 1956

## Distribution
- Peter Sellers : Narrateur / Superintendant Quilt / Sir Jervis Fruit / Henry Crun
- Spike Milligan : Sergent Brown / Eccles / Catchpole Burkington
- Dick Emery : M. Nodule / M. Crimp / Maurice Ponke
- Pamela Thomas : la jeune femme
- Wally Thomas : un policier
- Gordon Phillott : Claggett